# Åstorp
Åstorp este un oraș în Suedia.

## Demografie
| \| Evoluția demografică a zonei urbane Åstorp, 1970–2015 \| Evoluția demografică a zonei urbane Åstorp, 1970–2015 \| Evoluția demografică a zonei urbane Åstorp, 1970–2015 \| Evoluția demografică a zonei urbane Åstorp, 1970–2015 \| Evoluția demografică a zonei urbane Åstorp, 1970–2015 \| \| --------------------------------------------------------------------------------------- \| ----------------------------------------------------- \| ----------------------------------------------------- \| ----------------------------------------------------- \| ----------------------------------------------------- \| \| An \| \| \| Locuitori \| \| \| 1970 \| 1970 \| \| 6.412 \| 6.412 \| \| 1975 \| 1975 \| \| 7.437 \| 7.437 \| \| 1980 \| 1980 \| \| 8.103 \| 8.103 \| \| 1990 \| 1990 \| \| 8.326 \| 8.326 \| \| 1995 \| 1995 \| \| 8.402 \| 8.402 \| \| 2000 \| 2000 \| \| 8.007 \| 8.007 \| \| 2005 \| 2005 \| \| 8.514 \| 8.514 \| \| 2010 \| 2010 \| \| 9.488 \| 9.488 \| \| 2015 \| 2015 \| \| 9.215 \| 9.215 \| \| Sursa: SCB - Statistika Centralbyrån, Folkmängden per tätort. Vart femte år 1960 - 2016 \| \| \| \| \| |      |  |           |       |
| Evoluția demografică a zonei urbane Åstorp, 1970–2015 |      |  |           |       |
| An |      |  | Locuitori |       |
| 1970 | 1970 |  | 6.412     | 6.412 |
| 1975 | 1975 |  | 7.437     | 7.437 |
| 1980 | 1980 |  | 8.103     | 8.103 |
| 1990 | 1990 |  | 8.326     | 8.326 |
| 1995 | 1995 |  | 8.402     | 8.402 |
| 2000 | 2000 |  | 8.007     | 8.007 |
| 2005 | 2005 |  | 8.514     | 8.514 |
| 2010 | 2010 |  | 9.488     | 9.488 |
| 2015 | 2015 |  | 9.215     | 9.215 |
| Sursa: SCB - Statistika Centralbyrån, Folkmängden per tätort. Vart femte år 1960 - 2016 |      |  |           |       |